# روژه سن-ویل
روژه سن-ویل (فرانسوی: Roger Saint-Vil‎; ۸ دسامبر ۱۹۴۹ – ۷ ژوئن ۲۰۲۰) بازیکن فوتبال اهل هائیتی بود.
وی همچنین در تیم ملی فوتبال هائیتی بازی کرده‌است.